# Тимино (Киржачский район)
Тимино — деревня в Киржачском районе Владимирской области России, входит в состав Кипревского сельского поселения. 

## География
Деревня расположена в 28 км на юг от центра поселения деревни Кипрево и в 19 км на юго-восток от райцентра города Киржач.

## История
В XIX — начале XX века деревня входила в состав Овчининской волости Покровского уезда, с 1926 года — в составе Александровского уезда. В 1859 году в деревне числилось 15 дворов, в 1905 году — 23 двора, в 1926 году — 31 двор.
С 1929 года деревня входила в состав Мызжеловского сельсовета Киржачского района, с 1940 года — в составе Хмелевского сельсовета, с 1969 года — в составе Новоселовского сельсовета, с 2005 года — в составе Кипревского сельского поселения.
С 1896 года при деревне располагался кирпичный завод крестьянина Павла Матвеева. По данным на 1900 год, на заводе работало 6 рабочих.

## Население
| 1859 | 1905 | 1926 | 2002 | 2010 | 2021 |
| ---- | ---- | ---- | ---- | ---- | ---- |
| 96   | ↗143 | ↘111 | ↘3   | ↘0   | →0   |